# Hendrik Odink
Hendrik Odink (Eibergen, 1889 – Eibergen30-10-1973) was een Nederlands dialectschrijver en streekhistoricus.